# Wilhelmspalais

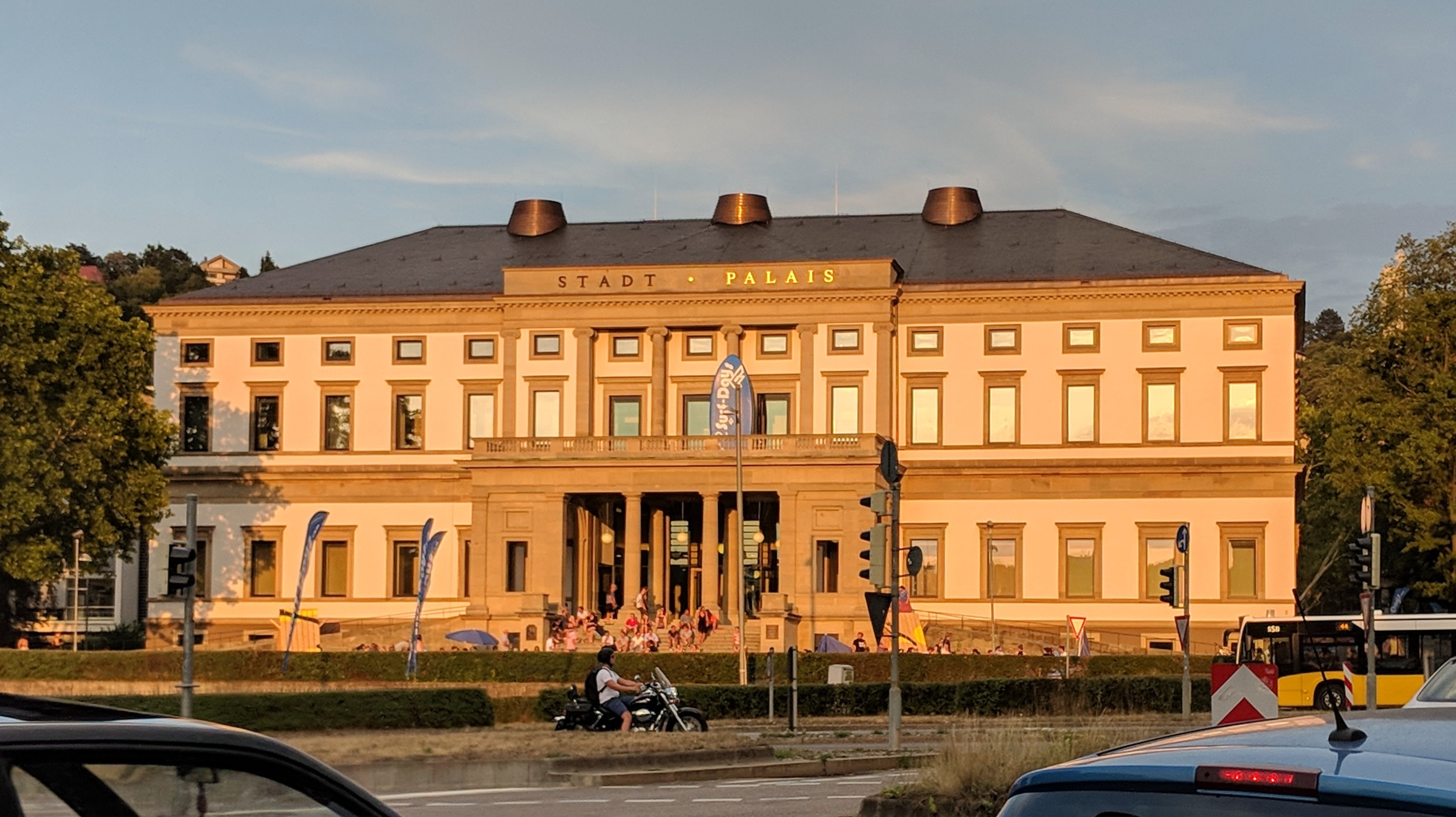
Wilhelmspalais Stuttgart

Das Wilhelmspalais ist ein klassizistisches Stadtpalais an der Konrad-Adenauer-Straße in Stuttgart. Es wurde 1834 bis 1840 von dem Architekten Giovanni Battista Salucci für den König Wilhelm I. von Württemberg erbaut. Nach 1918 wurde es von der Stadtverwaltung und nach 1933 vom Auslandinstitut genutzt. Das historische Baudenkmal wurde 1944 bei Luftangriffen beschädigt, 1965 für die Stadtbücherei wiederaufgebaut und 2018 für das Stadtmuseum umgebaut. Das Wilhelmspalais bildete das Gegenstück zum zerstörten Kronprinzenpalais.

## Geschichte

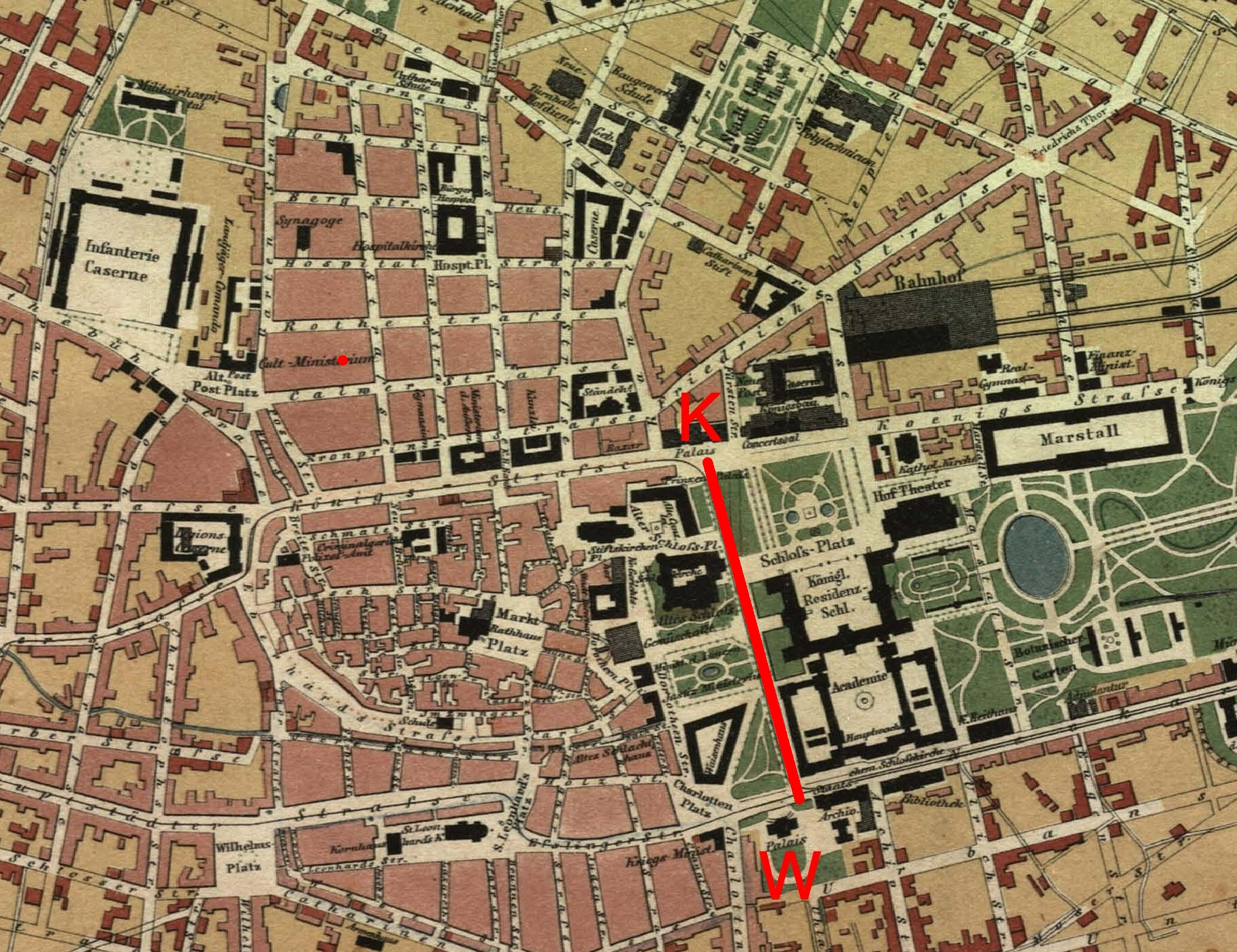
Wilhelmspalais (W) und Kronprinzenpalais (K) auf einem historischen Stadtplan

Das Wilhelmspalais wurde 1834 bis 1840 von Giovanni Battista Salucci, dem aus Italien stammenden Hofbaumeister König Wilhelms I. von Württemberg, im Baustil des Klassizismus erbaut. Der König wollte es als Wohnsitz für seine beiden ältesten Töchter, die Prinzessinnen Marie und Sophie, nutzen. Die Gestaltung der Inneneinrichtung übernahm Ludwig von Zanth. Über die Sichtachse der Planie bildete es das Gegenstück des Kronprinzenpalais an der Königstraße. Von 1887 bis 1918 bewohnte Wilhelms Enkel, der letzte württembergische König Wilhelm II., das Palais. Er pflegte einen einfachen Lebensstil und verzichtete auf den prachtvollen Wohnsitz im barocken Residenzschloss. Am 9. November 1918 drangen Revolutionäre in das Palais ein. Am 30. November 1918 dankte der König ab. 1929 gelangte das Gebäude in den Besitz der Stadt und wurde für verschiedene Zwecke genutzt.
Während der NS-Diktatur wurde das Wilhelmspalais anlässlich des Schwäbischen Heimattags am 4. Juni 1933 mit einer Ausstellung über König Wilhelm II. und die Geschichte der Stadt Stuttgart erstmals öffentlich zugänglich gemacht. 1934 kam es schließlich in den Besitz des Deutschen Auslandinstituts (DAI), das es zum „Ehrenmal der Deutschen Leistung im Ausland“ und „Volksmuseum der Auslanddeutschen“ umbauen ließ. 1944 wurde das Gebäude bei den Luftangriffen bis auf die Fassaden zerstört.
Zwischen 1961 und 1965 wurde das Wilhelmspalais von Wilhelm Tiedje im modernen Stil wieder aufgebaut. Danach beherbergte es die Stuttgarter Stadtbücherei und einen Teil des Stadtarchivs. Unter dem Namen Eduard Mörike und seine Freunde gab es von 1965 bis 1991 eine Ausstellung der Sammlung Dr. Fritz Kauffmann im Palais, die bei freiem Eintritt zugänglich war. Im Jahr 2011 zog die Stadtbücherei in die Stadtbibliothek am Mailänder Platz im Europaviertel um. Es folgte eine kulturelle Zwischennutzung vor dem Beginn der Umbauarbeiten für das Stuttgarter Stadtmuseum. Der anschließende Umbau nach den Plänen der Stuttgarter Architekten Lederer Ragnarsdóttir Oei und Jangled Nerves begann Anfang 2014, die Eröffnung unter dem Namen StadtPalais – Museum für Stuttgart fand am 14. April 2018 statt. Der Umbau kostete rund 40,6 Millionen Euro. Für die Nutzung der einzelnen Räumlichkeiten und Geschosse siehe Stadtmuseum Stuttgart#Aufbau.
An der Südseite des Gebäudes in der Urbanstraße befindet sich ein 600 kg schweres Bronzedenkmal für Wilhelm II., den letzten König von Württemberg, ein Werk von Hermann-Christian Zimmerle aus dem Jahr 1991. Zunächst stand dieses Denkmal bis zum Wegzug der Stadtbibliothek etwa 25 Jahre lang am Nordportal des Gebäudes an der Konrad-Adenauer-Allee.

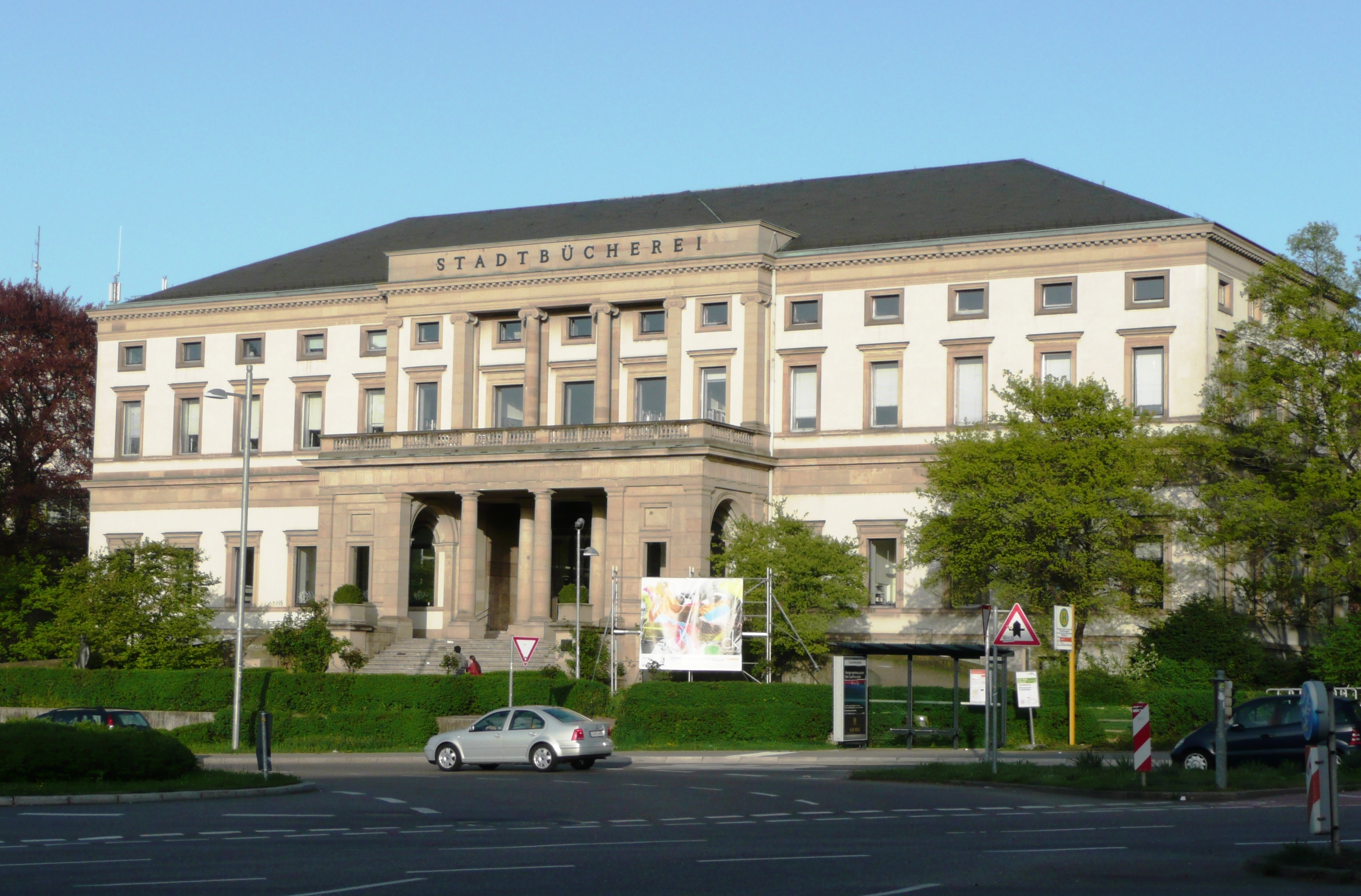
Vorderseite des Wilhelmspalais
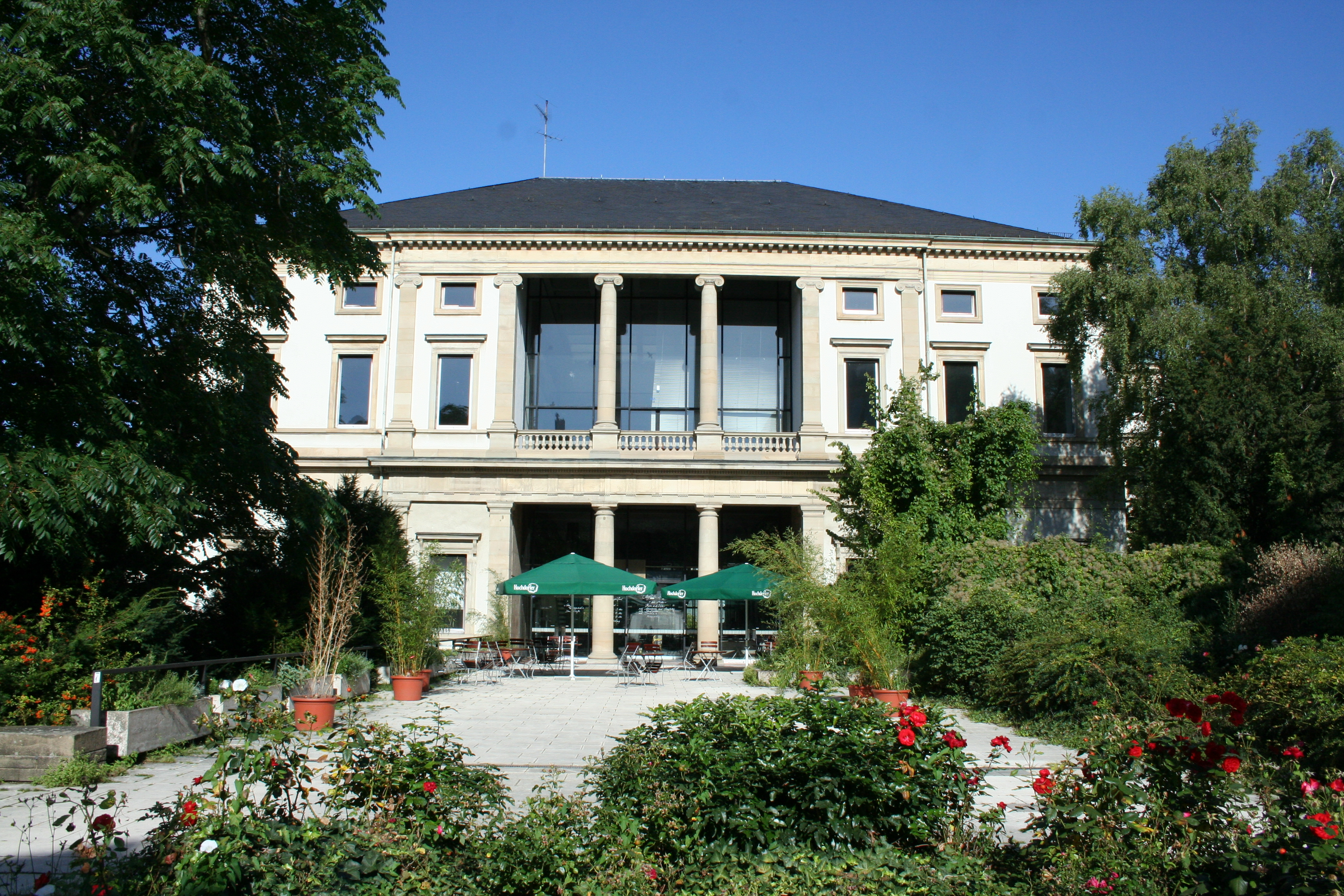
Rückseite des Wilhelmspalais
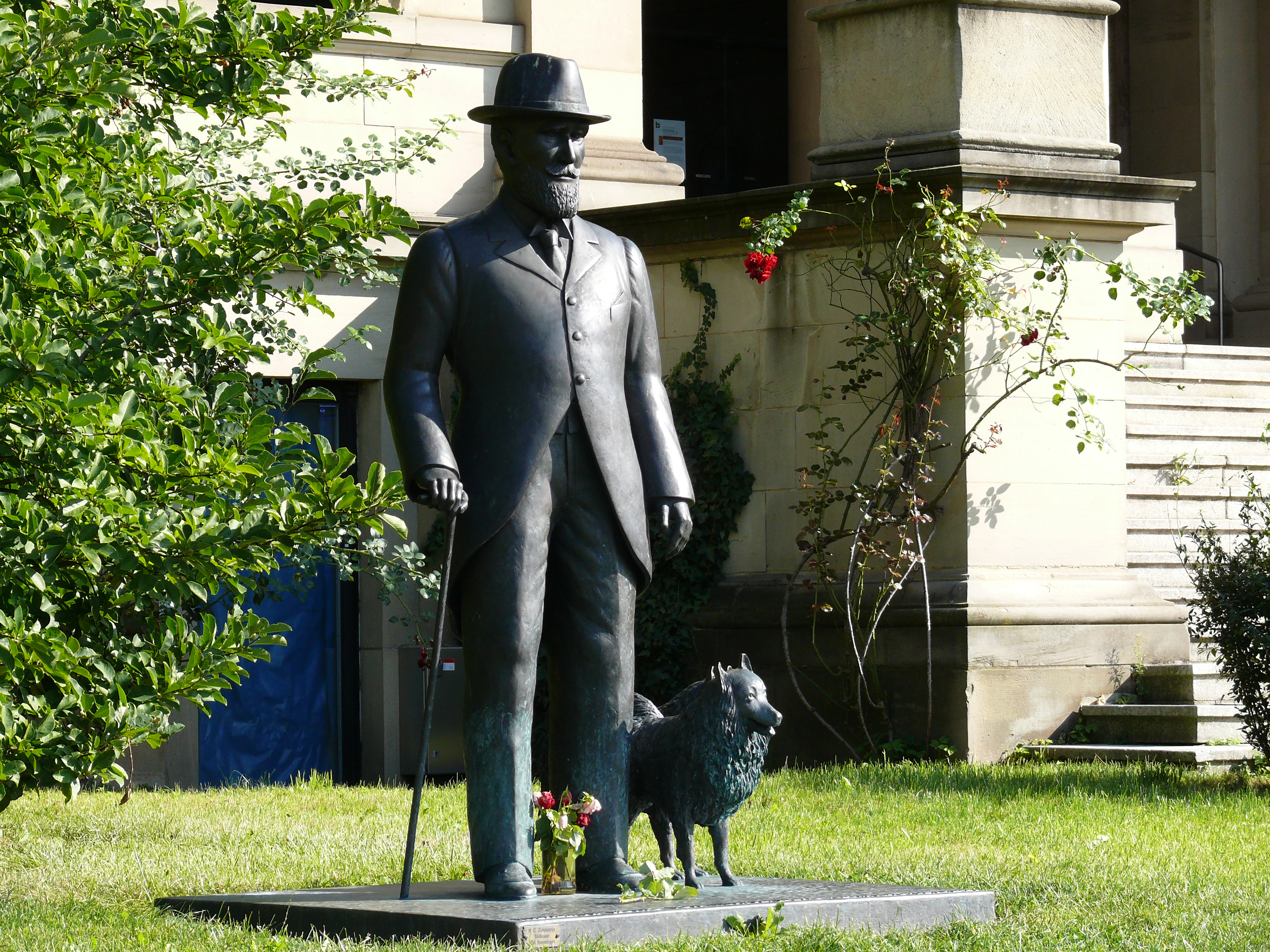
Denkmal für König Wilhelm II.